# Visočka
Visočka (Servisch cyrillisch Височка) is een plaats in de Servische gemeente Sjenica. De plaats telt 74 inwoners (2002).